# R.A.W.
R.A.W. is het tweede solo studioalbum van de Amerikaanse rapper Daz Dillinger. In tegenstelling tot zijn eerste album, Retaliation, Revenge and Get Back, is dit album niet volgens de iconische G-Funk-stijl geproduceerd.

## Kritieken
Hoewel Daz probeerde op de commerciële trend in te spelen door af te stappen van de G-Funk, was zijn album commercieel geen groot succes. Het album piekte op een 87ste plaats in de Top R&B/Hiphop Albums chart van Billboard. De toonaangevende muziekwebsite Allmusic waardeerde het album met 2 en een halve ster.

## Tracklist
1. Super Cuz (Intro) 0:21
2. Street Gangs 1:58
3. What Cha Talkin' Bout 4:17
4. This Iz Not Over "Till We Say So" 3:39
5. One-Nine-99   (feat. Lil' C-Style) 3:47
6. Who's Knocc'n At My Door   (feat. Big Pimpin' Delemond) 4:23
7. When Ya Lease Expected 4:13
8. What It Iz 5:07
9. I'd Rather Lie 2 Ya  (feat. Kurupt, Tray Deee) 3:57
10. On Tha Grind  (feat. Kurupt) 3:39
11. If You Want This Pussy (Interlude) 0:41
12. Your Gyrlfriend 2  (feat. Soopafly, Mac Shawn) 4:00
13. R.A.W.  (feat. Kurupt) 4:12
14. It'z All About That Money 4:01
15. Movin' Around   (feat. Slip Capone) 4:02
16. U Ain't Know'n   (feat. Tray Deee) 4:00
17. Agony  (feat. LaToiya Williams) 3:58
18. Feels Good   (feat. Kurupt, LaToiya Williams) 5:03
19. My System  (feat. Kurupt, Tha Mactress) 4:02
20. Baccstabbers  (feat. Mark Morrison, Tray Deee) 4:22
21. Super Cuz (Outro) 0:29